# Limnonectes quangninhensis
Limnonectes quangninhensis é uma espécie de anfíbio anuro da família Dicroglossidae. O seu estado de conservação ainda não foi avaliado pela Lista Vermelha da UICN. Está presente no Vietname.